# Referendum propositivo nella provincia autonoma di Trento del 2021
Il referendum propositivo nella provincia autonoma di Trento del 2021 si è tenuto il 26 settembre e ha avuto ad oggetto la proposta di disciplinare l’istituzione su tutto il territorio agricolo provinciale di un distretto biologico, adottando iniziative legislative e provvedimenti amministrativi finalizzati a promuovere l'agricoltura biologica. 
La votazione è stata indetta con decreto del presidente della provincia autonoma di Trento del 28 luglio 2021 a seguito della raccolta di 12.848 firme dal dicembre del 2019 al marzo del 2020 da parte del comitato promotore per il referendum. Il risultato, non avendo partecipato al voto almeno il 40% degli aventi diritto, non è stato dichiarato valido.

## Storia
La richiesta per lo svolgimento di una consultazione referendaria sulla qualificazione a distretto biologico della provincia autonoma di Trento è stata presentata il 29 luglio 2019 al consiglio provinciale e il quesito dichiarato ammissibile il 23 dicembre dello stesso anno. Le firme depositate dal comitato promotore sono state 12.848 a fronte delle 8.000 necessarie per poter richiedere la consultazione referendaria. 
Il referendum, previsto entro fine ottobre 2020, è stato poi posticipato per motivi sanitari prima sine die e poi al 26 settembre 2021.
Ai sensi dell’articolo 4 della legge provinciale 5 marzo 2003, n. 3 per la validità del referendum era necessaria la partecipazione al voto del 40% degli elettori.

## Il quesito
- Titolo: Qualificazione come distretto biologico del territorio agricolo della Provincia di Trento

| Testo del quesito |
| --- |
| Volete che, al fine di tutelare la salute, l’ambiente e la biodiversità, la Provincia Autonoma di Trento disciplini l’istituzione su tutto il territorio agricolo provinciale di un distretto biologico, adottando iniziative legislative e provvedimenti amministrativi - nel rispetto delle competenze nazionali ed europee - finalizzati a promuovere la coltivazione, l’allevamento, la trasformazione, la preparazione alimentare e agroindustriale dei prodotti agricoli prevalentemente con i metodi biologici, ai sensi dell’art. 13 del decreto legislativo 228/2001, e compatibilmente con i distretti biologici esistenti? |

## Posizioni

### Posizioni di forze politiche presenti nel Consiglio provinciale
| Partito             | Ind. di voto    | Fonte |
| ------------------- | --------------- | ----- |
| Lega                | Libertà di voto | [ 7 ] |
| Partito Democratico | Libertà di voto | [ 7 ] |
| PATT                | Libertà di voto | [ 7 ] |
| Fratelli d'Italia   | Libertà di voto | [ 7 ] |
| Forza Italia        | Libertà di voto | [ 8 ] |
| Futura Trentino     | Sì              | [ 7 ] |
| Movimento 5 Stelle  | Sì              | [ 7 ] |
| Onda Civica         | Sì              | [ 8 ] |
| Europa Verde        | Sì              | [ 7 ] |

## Risultati
I seggi elettorali sono rimasti aperti dalle ore 6:00 alle 22:00 nella sola giornata di domenica 26 settembre 2021.

### Affluenza alle urne

Affluenza per comune e comunità di valle.

| Affluenza | ore 11:00 | ore 17:00 | ore 22:00 |
| --------- | --------- | --------- | --------- |
| Trento    | 2,91%     | 8,48%     | 15,59%    |

Fonte: Provincia autonoma di Trento

### Scrutinio

Risultati per comune e comunità di valle.

|                | Totali  | Percentuale | Percentuale           |
| -------------- | ------- | ----------- | --------------------- |
| Elettori       | 437.113 |             |                       |
| Votanti        | 68.125  | 15,59%      | (su 437.113 elettori) |
| Schede bianche | 224     | 0,33%       | (su 68.125 votanti)   |
| Schede nulle   | 198     | 0,29%       | (su 68.125 votanti)   |
| Voti validi    | 67.703  | 99,38%      | (su 68.125 votanti)   |

| Opzioni di voto | Voti   | %      | Quorum        |
| --------------- | ------ | ------ | ------------- |
| Sì              | 65.642 | 96,96% | NON RAGGIUNTO |
| No              | 2.061  | 3,04%  |               |
| Totale          | 67.703 | 100%   |               |

Fonte: Provincia autonoma di Trento

## Conseguenze del voto
Dato il non raggiungimento del quorum necessario la proposta del referendum è stata dichiarata respinta.